# هربرت كورنر
هربرت كورنر (بالألمانية: Herbert Körner)‏ هو مصور سينمائي ألماني، ولد في 8 فبراير 1902 في فورستنفالدة في ألمانيا، وتوفي في 27 مايو 1966 في برلين في ألمانيا.

## وصلات خارجية
- هربرت كورنر على موقع IMDb (الإنجليزية)
- هربرت كورنر على موقع قاعدة بيانات الأفلام السويدية (السويدية)
- هربرت كورنر على موقع قاعدة بيانات الفيلم (الإنجليزية)